# Hornbækbanen
Helsingør-Hornbæk-Gilleleje Banen (HHGB), også kaldet Hornbækbanen, er en nordsjællandsk privatbane under Lokaltog.
Helsingør-Hornbæk (HHB) 22. maj 1906
- Længde: 12,9 km
- Sporvidde: 1435 mm

Hornbæk-Gilleleje 11. juli 1916
- Længde: 12,0 km
- Sporvidde: 1435 mm

Fra januar 2008 blev Hornbækbanen og Gribskovbanens Gilleleje-gren koblet sammen, så togene på på Hornbækbanen fra Helsingør til Gilleleje fortsætter helt til Hillerød.
Hornbækbanen har siden december 2010 indgået i R-nettet, hvor ruten Helsingør-Gilleleje-Hillerød fik linjenummer 940R. For at undgå forveksling med linje 930R på Lille Nord Helsingør-Fredensborg-Hillerød, fik strækningen Gilleleje-Hillerød fra juni 2017 separat linjenummer 950R. Togene kører dog fortsat direkte Helsingør-Gilleleje-Hillerød.

## Stationer
Arkitekten bag stationerne og trinbrætterne på den første etape af banen fra Grønnehave til Hornbæk var banens anlægsingeniør Brandt.
- Helsingør Station
- Grønnehave Station
- Marienlyst Trinbræt
- Højstrup Trinbræt
- Hellebæk Station
- Ålsgårde Station
- Skibstrup Trinbræt
- Saunte Station
- Karinebæk Trinbræt
- Hornbæk Station
- Horneby Sand Trinbræt
- Kildekrog Trinbræt
- Dronningmølle Station
- Firhøj Station
- Søborg Trinbræt
- Stæremosen Trinbræt
- Gilleleje Øst Trinbræt
- Gilleleje Station